# Serrat del Llop (Navès)
El Serrat del Llop és una serra situada als municipis de Clariana de Cardener i Navès (Solsonès), amb una elevació màxima de 662 metres.
La serra transcorre de nord-nord-oest a sud-sud-est, partint a la part nord de Linya fins a davallar a l'alçada de Cal Bernoi, masia que queda ubicada a l'oest del final de la serra. El vessant est s'anomena Costa de la Guingueta ja que baixa fins als camps que porten a la casa de la Guingueta.